# آنا ماريا رودريغيز (متزحلقة)
آنا ماريا رودريغيز (بالإسبانية: Ana María Rodríguez)‏ هي متزحلقة إسبانية، ولدت في 2 أكتوبر 1962.

## وصلات خارجية
- آنا ماريا رودريغيز على موقع أوليمبيديا (الإنجليزية)